# Krisztadelfiánusok
A krisztadelfiánusok (angolul: Christadelphians) protestáns felekezete a 19. században született az Egyesült Királyságban és Észak-Amerikában. Fő jellegzetessége, hogy elutasítják a szentháromságot és Jézus istenségét; tagadják az örök büntetést és a személyes ördög létezését.
A felekezethez tartozók számát ötvenezerre becsülik a világ 120 országában. Legtöbb hívük Angliában, Észak-Amerikában, Ausztráliában és Afrikában él. Európában Anglia és Németország mellett Belgiumban, Hollandiában, Lengyelországban és Oroszországban vannak gyülekezeteik.

## Etimológia
A kifejezés, ahogy a hívők nevezik magukat, a görög "Christos adelphoi" szavakból származik, és azt jelenti, hogy "testvérek Krisztusban".

## Története

Az adventizmus szakadásai

Alapítójának John Thomast (1805-1871) tekintik, aki angliai orvosi tanulmányait követően Amerikába emigrált. Az Egyesült Államok felé vezető úton megígérte Istennek, hogy hátralévő életét a Biblia tanulmányozásának és az élet értelme megtalálásának fogja szentelni. Miután 1832 októberében megkeresztelkedett, vándorprédikátorként dolgozott.
Eleinte a Campbellitákkal (Krisztus tanítványai) társult, de több tantételben nem értett egyet velük. 1844 körül, miután elszakadt tőlük, kidolgozta saját teológiai rendszerét, amely szerinte a korai kereszténységgel megegyező volt. 
Más közösségek mellett kapcsolatban állt az adventizmus mozgalmával és Benjamin Wilsonnal, aki az 1860-as években létrehozta az adventizmuson belül az Ábrahámi Hit Istenének Egyházát.
Prédikátorként nagyrészt a héber próféciákat és a Jelenések könyvét alkalmazta a jelenlegi és a jövőbeli eseményekre. Az Egyesült Államokban és Nagy-Britanniában is számos hívet gyűjtött. 
1864-ben a Krisztadelfiánusok nevet adta a gyülekezeteinek.

## Hitelvek és gyakorlatok
Hitüket teljes egészében a Bibliára alapozzák, és nem ismernek el semmilyen más szent, azaz az Isten által ihletett szöveget. Hitük szerint Isten minden dolgok teremtője, a benne hívők atyja, akit megkülönböztetnek fiától, Jézus Krisztustól és a szent lélektől. A szent lélek nem isteni személy, hanem Isten akarata és ereje, amit a teremtésre, és az üdvözüléshez használ, és amit a történelem folyamán kimutatott egyes híveinek.
A Krisztadelfiaiak szerint Jézus a megígért Messiás, akiben az Ótestamentum próféciái teljesültek be (egészen pontosan az Ábrahámnak és Dávidnak ígértek). Jézus az Ember Fia abban, hogy a bűnnel szemben gyenge természetet örökölt anyjától, de Isten fia is Isten erejéből történt Csodálatos foganása által. Noha kísértette, soha nem követett el bűnt, így hozta az üdvösséget az emberiségnek tökéletes áldozatként. Isten feltámasztotta az örök életre és a mennybe (Isten tartózkodási helyére) helyezte. Jézus visszatér majd valóságos személyként, hogy felállítsa Isten Országát, amelynek a központja Izraelben lesz.
- Ördög, a Sátán egy allegóriája.[7]

## Krisztus tanítványai
Jézus tanítványaivá az által válhatnak az emberek, ha hisznek tanításában, bűnbánatot tartanak, és teljes alámerítkezéssel keresztelkednek meg. Noha a hívő Isten kegyelmébe vetett hitük által üdvözül, a valódi hit a tettekben mutatkozik meg, és ezért a hívektől azt várják el, hogy a Biblia tanításával összhangban éljenek. A halál után a hívők öntudatlan állapotban vannak, és mindaddig nem tudnak semmit, amíg el nem jön a feltámadás Krisztus visszatérésével. Ez után ítélet következik, és azokat, akiket Isten elfogad örök élet vár, amiben Krisztussal együtt a megújult Földön élnek, segítve őt Isten Országának megvalósulásában, és a halandók igazgatásában ezer évig (Millenium). A Krisztadelfian közösség Isten Országára, mint az evangélium egyik legfontosabb ígéretére tekintenek, amit Jézus fejtett ki az apostoloknak. A Biblia beteljesedett próféciáira úgy tekintenek, mint az Szentírás megbízhatóságának bizonyítékára.

## Sajátosságok
A Krisztadelfiaiak közösség nem ismer el több olyan elvet, amelyet a hagyományos egyházak igaznak tartanak. Fontos különbség, hogy alaptalannak tartják a halhatatlan lélekről, a Szentháromságról, és Krisztus születése előtti életéről szóló tanításokat. Hiszik, hogy a Sátánról és Ördögről szóló bibliai tanítás szimbolikus, és az ember hajlamát jelenti, hogy engedetlen legyen a teremtőnek, olyan egyéneket és politikai rendszereket, amelyek ellentétben és konfliktusban vannak vele. A Poklot egyszerűen a sírnak tartják, ahova minden ember eljut, és nem olyan helynek, ahol örök büntetésüket töltik.
A Krisztadelfiaiak közösség úgy hiszi, hogy mindazok a tanítások, amelyeket elutasítanak az első évszázad után, kerültek bele a kereszténységbe, és úgy hiszi, hogy nem mutathatók ki a Bibliából.
A Krisztadelfiaiak közösség tagjai lelkiismeretes szemlélői a politikának (noha nem pacifisták), de nem is vesznek részt benne, így a hadseregben és a rendőrség kötelékében sem, de még a szakszervezetekben sem. Erősen kiemelik a Biblia naponkénti olvasásának és tanulmányozásának szükségességét, az imát és a moralitást. A közös istentisztelet általában vasárnap történik, és központjában a Jézus Kristusra való emlékezés van a kenyér és bor által.

## Lásd még
- Resztoránizmus
- Lengyel testvérek